# L'Abeille de la Nouvelle-Orléans
Pour les articles homonymes, voir L'Abeille.
L'Abeille de la Nouvelle-Orléans est un journal francophone de La Nouvelle-Orléans fondé par François Delaup le 1er septembre 1827 et dont le tirage cesse en 1925.

## Présentation
François Delaup (1798-1878) est un proche de Jean-Simon Chaudron, fondateur de L'Abeille américaine en 1815 à Philadelphie. L'Abeille de la Nouvelle-Orléans constitue un trait d'union pour les réfugiés français de Saint-Domingue en Amérique.
Initialement publié trois fois par semaine, L'Abeille de La Nouvelle-Orléans ne tarde pas à paraître quotidiennement, la population de La Nouvelle-Orléans doublant deux fois, dans les années 1810 puis dans les années 1830. À partir du 24 novembre 1827, il comporte une section en langue anglaise, The New Orleans Bee, abandonnée en 1872 en raison de la concurrence des journaux anglophones de la ville. De 1829 à 1830, il se dote momentanément d'une section hispanophone, La Abeja.
En 1850, lorsqu'un incendie détruit les locaux d'un journal concurrent, le "New Orleans Daily Picayune", "L'Abeille de la Nouvelle-Orléans" fait partie des journaux qui l'aident à faire face, en hébergeant ses collaborateurs.
L'Abeille offre un journalisme d'idées, focalisé sur la vie littéraire, théâtrale, et musicale de la ville mais très ouvert aussi aux nouvelles européennes et françaises. Louis Placide Canonge assure pendant plusieurs années la critique artistique. On peut également lire dans L'Abeille les poèmes composés par l'élite créole blanche, notamment ceux de Léona Queyrouze.
Le Meschacébé ou Le Franco-Louisianais, sont d'autres grands journaux littéraires créoles. L'écrivain Alfred Mercier, fidèle de L'Abeille de La Nouvelle-Orléans, fonde à son tour en 1876 L'Athénée Louisianais (en), qui se fait le témoin du déclin de la culture francophone.
D'autres publications francophones ont émergé aussi dans des villes secondaires de la Louisiane, telles que La Gazette de Baton Rouge en 1819 ou en 1824 Le Courrier de Natchitoches et la Gazette des Attakapas à  Saint-Martinville.
Dans les années 1990, les historiens de L'Abeille de la Nouvelle-Orléans, pour enquêter sur la riche histoire sociale de La Nouvelle-Orléans, ville où les Français et leurs descendants ont joué un rôle essentiel au moins jusqu'aux années 1850, ont utilisé plus largement la très abondante presse française de La Nouvelle-Orléans : L'Ami des Lois (créé en 1809), Le Courrier de la Louisiane, ou Le Moniteur de la Louisiane, premier journal publié en Louisiane en 1794 par Louis Duclot, un des réfugiés français de Saint-Domingue en Amérique.

## Galerie
- L'Abeille, juin 1905.